# Хорхе Сарм'єнто
Хорхе Кучої Сарм'єнто (ісп. Jorge Koochoi Sarmiento, 2 листопада 1900, Ліма, Перу — 20 лютого 1957, там само) — перуанський футболіст, що грав на позиції нападника, зокрема, за клуб «Альянса Ліма», а також національну збірну Перу. По завершенні ігрової кар'єри — тренер.

## Біографія
Народився від заможного китайського пекаря і Грегорії Сарм'єнто. Його батько помер, коли Хорхе було лише два роки. 

## Клубна кар'єра
Виступав за клуб «Альянса Ліма» в чемпіонаті Перу.
Є одним з найбільших ідолів в історії клубу «Альянса Ліма», отримавши вісім титулів в Першому дивізіоні Перу: сім з «Альянса Ліма», в трьох різних десятиліттях (1918, 1919, 1927, 1928, 1931, 1932 і 1933) і 1916 року зі «Спорт Хосе Гальвес».
З 1922 по 1925 не грав в турнірах через конфлікт його клубу з Федерацією футболу Чилі.
Загалом він забив 56 голів у 137 іграх за «Альянса Ліма», ставши першим великим бомбардиром в історії клубу.
Після виходу на пенсію, грав кілька років у другому дивізіоні і був також тренером. Крім того, продавши пекарню батька, працював водієм. 

## Виступи за збірну
У складі збірної був учасником:
чемпіонату Південної Америки 1927 в Перу, де зіграв з Болівією (3:2, забив гол) і Аргентиною (1:5), і добув разом з командою «бронзу»;
був присутній на чемпіонату світу 1930 року в Уругваї, але на поле не виходив.
Помер 20 лютого 1957 року на 57-му році життя, став жертвою медичної недбалості. Хорхе пішов на роботу, відчув біль і звернувся у відділення швидкої медичної допомоги, у нього був алергія на прокаїн, тому коли йому його ввели, він помер від серцевого нападу.

## Титули і досягнення
- Бронзовий призер Чемпіонату Південної Америки: 1927